# Kamień runiczny z Hogganvik

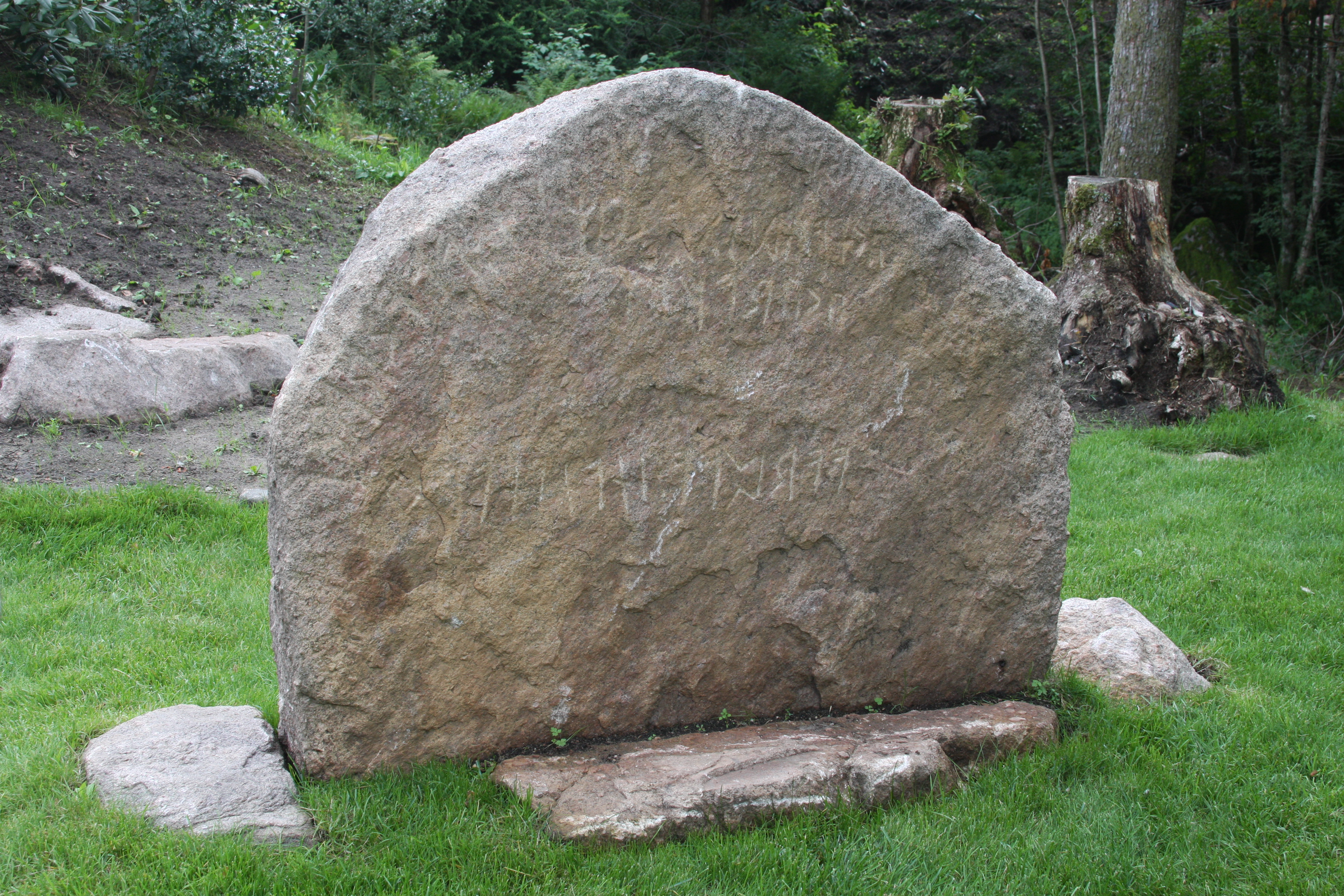
Kamień z Hogganvik

Kamień runiczny z Hogganvik – kamień runiczny znajdujący się w Hogganvik, niedaleko miasta Mandal w norweskim regionie Vest-Agder.
Zabytek waży około 800 kilogramów i ma postać zaokrąglonej płaskiej płyty o średnicy półtora metra. Został odkryty przypadkiem 26 września 2009 roku, kiedy to Arnfinn Henrikssen wraz z synem postanowił usunąć głaz leżący na terenie przydomowego ogrodu. Po przewróceniu kamienia okazało się, iż jego osadzona dotąd w ziemi strona pokryta jest inskrypcją runiczną. Datowana na okres 350–500 n.e. inskrypcja jest pierwszym zabytkiem fuþarku starszego odkrytym od czasów II wojny światowej i jedną z najdłuższych znanych inskrypcji runicznych z okresu wielkiej wędrówki ludów. W okolicy znajduje się zespół kurhanów, co pozwala przypuszczać, iż kamień z Hogganvik był pierwotnie prawdopodobnie stelą nagrobną.
Runy ułożone zostały w czterech linijkach, w odbiciu lustrzanym, mimo wieku są dobrze widoczne. Czytana od prawej do lewej inskrypcja zawiera tekst:
kelbaþewas:s=tainaR:aaasrpkf
aarpaa:inanana[...]oR
eknaudigastiR
ekerafaR
Początek pierwszego wersu określa twórcę/właściciela kamienia i znaczy tyle co kamień Kelba-þewaRa. Końcówka pierwszej linijki i cała linijka druga są niejasne i z powodu częściowego zatarcia nie udało się ich odczytać. Wiersze trzeci i czwarty zawierają odpowiednio tekst ja Naudigastir i ja rosomak.